# Bet She'arims nationalpark

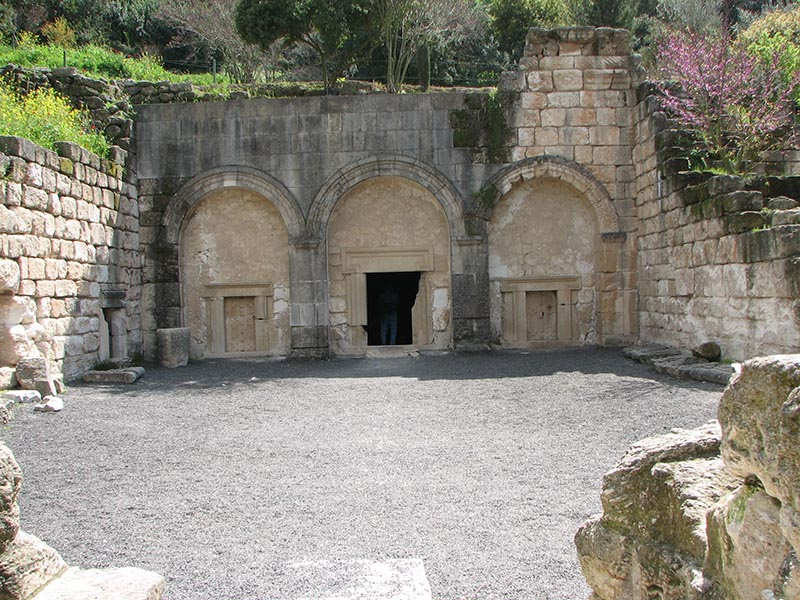
Ingången till Kistornas grotta.

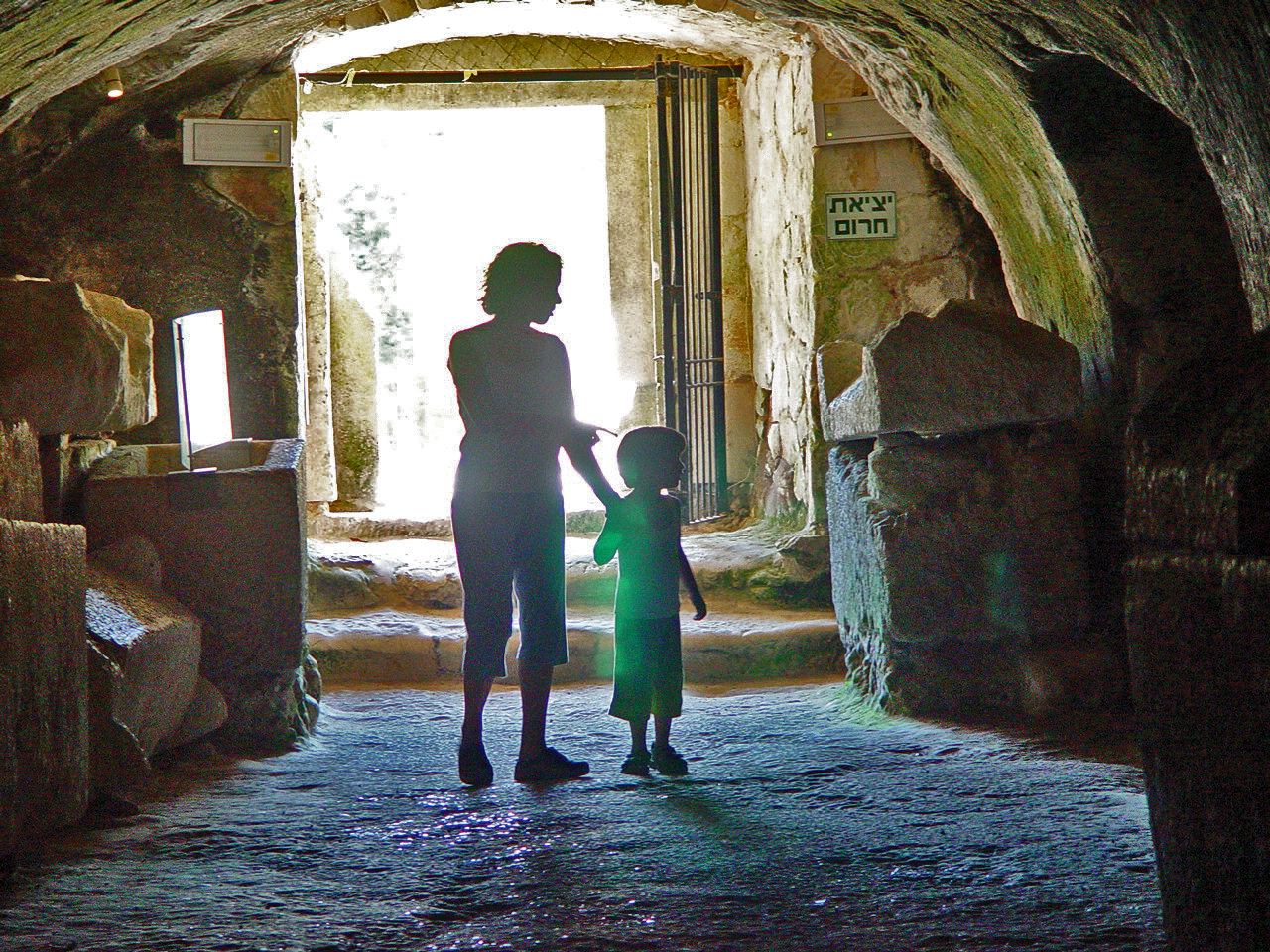
Besökare i Kistornas grotta.

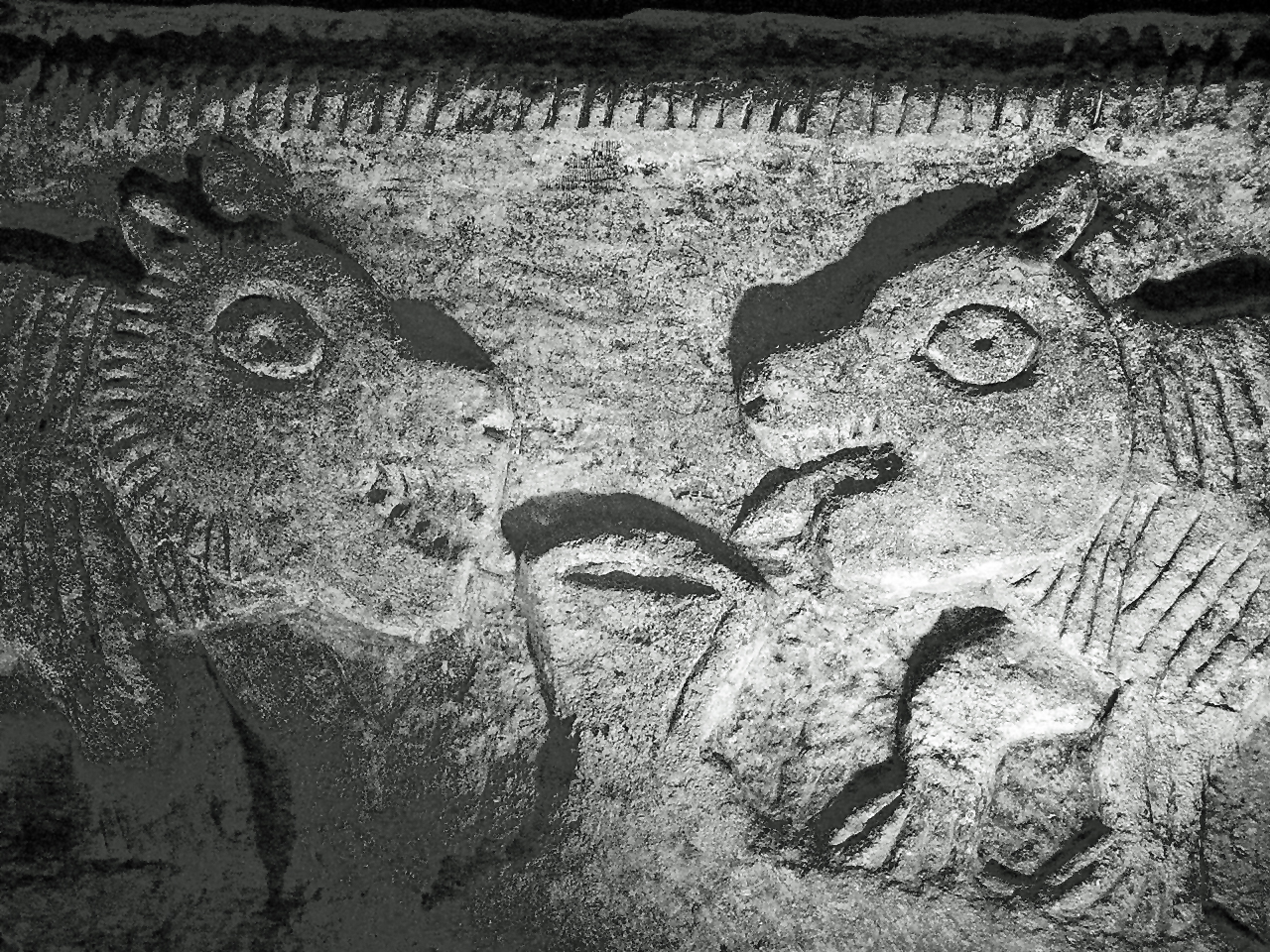
Två lejon mitt emot varandra – En grekisk mytologisk dekoration på en sarkofag.

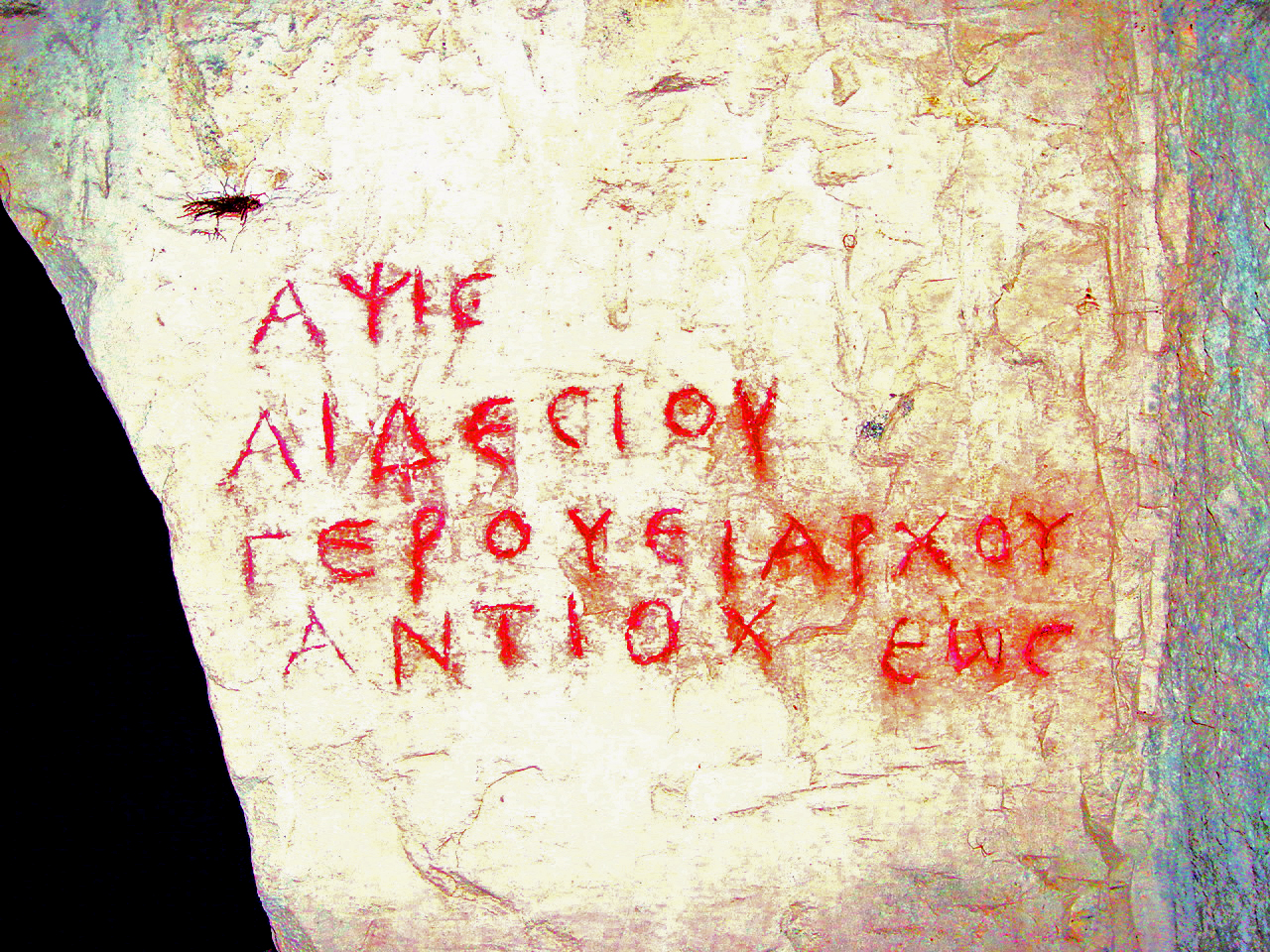
Vägginskription (epitafium) på grekiska: "Aidesios grav, äldsterådets ledare, från Antiochia".

Bet She'arim (hebreiska: בֵּית שְׁעָרִים, arabiska: بيت الغرباء bayt al-ġurabāʾ), även känd som Besara (grekiska), bokstavligen Främlingarnas hus, är en av Israels nationalparker. Inom nationalparken finns fornlämningarna efter den judisk staden Bet She'an och ett stort antal grottgravar. Nekropolen gränsar till staden Kiryat Tiv'on i nordöst och ligger nära moshaven Beit She'arim. Nationalparken ligger 20 km öster om Haifa på Nedre Gallilléns sydsluttningar. Parken sköts av Israels natur- och parkmyndighet. Sedan 30 juni 2000 är Bet She'an uppsatt på UNESCOs lista över tentativa världsarv.
Enligt Moshe Sharon, var stadens namn mer korrekt Beit She'arayim (De två portarnas hus (eller by)).
I oktober 2009, öppnades två nya grottor för allmänheten vars gravvalv daterar sig till de första två århundradena.

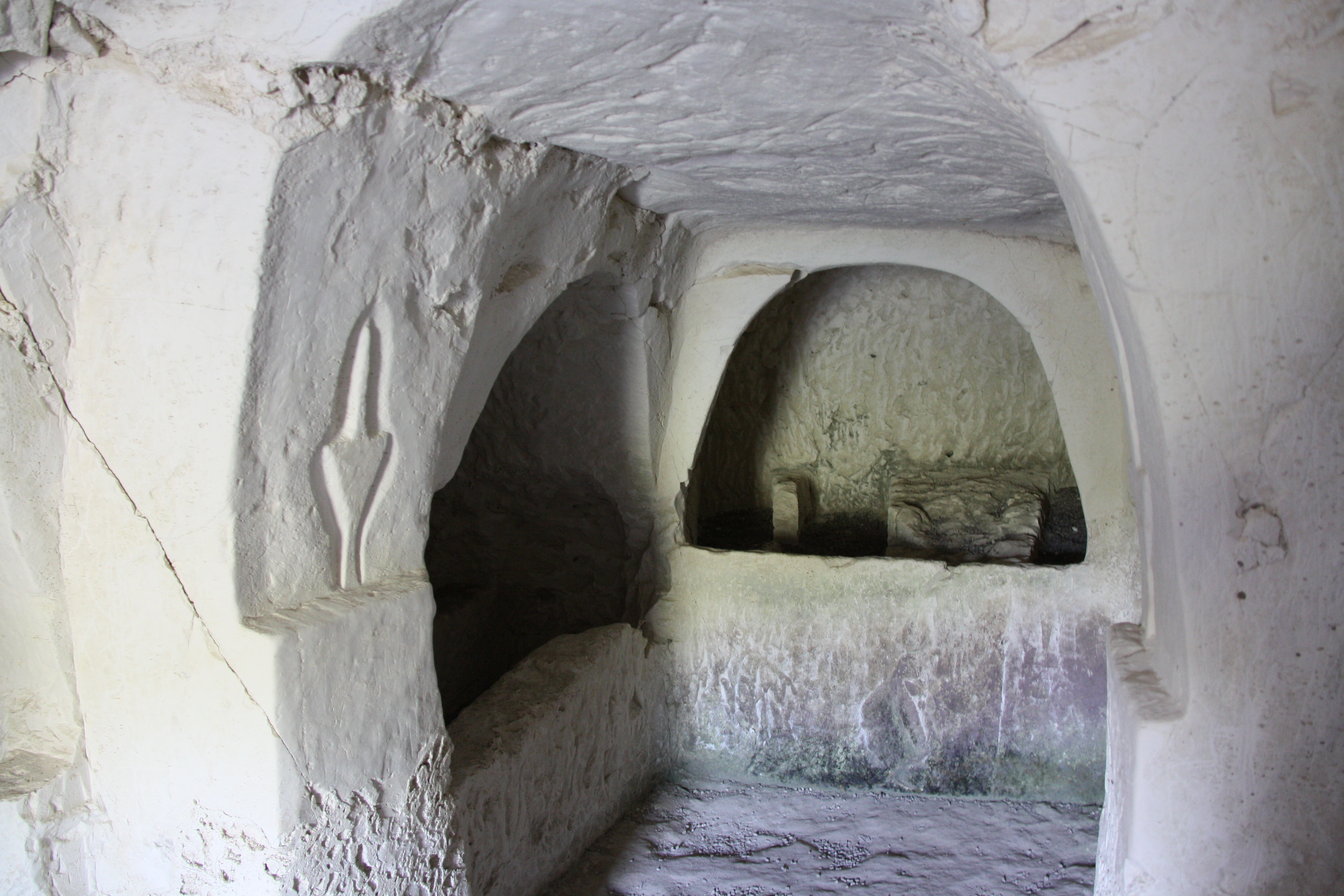
The Lulavim cavern.

## Historia
Beit She'arim grundades i slutet av första århundradet under tetrarken Herodes den stores styre. Den var en blomstrande judisk stad fram till den förstördes av en brand 352, i slutet av den Judiska upproret mot Gallus. Efter en tid uppstod staden på nytt, nu som en bysantinsk stad. Från början av den arabiska perioden (600-talet), var bosättningen liten. En liten arabisk by kallad Sheikh Bureik låg här i slutet av 1500-talet.
Den judisk-romerske historikern Josefus Flavius refererade till staden som Besara, det administrativa centret för drottning Berenice egendomar i Jezreeldalen. Efter att andra templet, Serubbabels tempel i Jerusalem, förstörts år 70, flyttade Sanhedrin till Bet She'arim. Rabbi Judah Hanasi, Sanhedrins ledare och sammansättaren av Mishna, bodde i staden. Under de sista sjutton åren av hans liv, flyttade han till Sepphoris av hälsoskäl, men planerade sin begravning i Bet She'arim på mark han fått som gåva av en vän, den romerska kejsaren Marcus Aurelius. Den mest eftertraktade gravplatsen för judar var på Olivberget i Jerusalem, men år 135, när judarna utestängdes från området, blev Bet She'arim ett alternativ.
Platsens arkeologiska betydelse erkändes på 1880-talet av Survey of Western Palestine, som utforskade många gravar och katakomber men inte genomförde någon arkeologisk utgrävning. Den palestinska arabiska byn Sheikh Bureik låg på höjden fram till 1920-talet, när landet köptes av Jewish National Fund. 1936, anställdes Alexander Zaïd av JNF som vaktare, som rapporterade att han hittat brott i väggen till en av grottorna som ledde in i en annan dekorerad grotta med inskriptioner. På 1930-talet och 1950-talet, genomfördes arkeologiska utgrävningar av Benjamin Mazar och Nahman Avigad.

## Judisk nekropol
Det mesta av lämningarna har daterats från 100- till 300-talet. Ett stort antal individer begravdes i över tjugo katakombeer. Geografiska referenser på vägginskriptioner i katakomberna avslöjar att nekropolen användes av folk från staden Bet She'arim och andra ställen i Gallilén, till och med från städer så långt bort som Palmyra och Tyros.
Talmud jerushalmi beskriver Beit She'arim såsom Rabbi Judah HaNasis gravplats. Hans begravning beskrivs så här:: "Mirakel åstadkoms denna dag. Det var kväll och alla städer samlades för att sörja honom, och arton synagogor prisade honom och bar honom till Bet Shearim, och dagsljuset höll sig kvar till dess alla kommit hem (Ketubot 12, 35a)."  Det faktum att Rabbi Judah begravdes här tros vara en betydande orsak till nekropolens popularitet under senantiken. En av katakomberna, (nr. 14 med en tydlig inskription med hans namn och titel) har hittats på gravplatsen.

## Glastillverkning
År 1956 avtäckte en bulldozer ett enorm rektangulärt stenblock, 3,3×2×0,5 meter, med en vikt på 9 ton. Från början täcktes blocket, men när det väl studerades upptäckte man att det var ett enormt glasblock. En forntida hytta låg här, som producerade stora satser av smält glas som kyldes ned och senare bröts i mindre bitar för att forma glaskärl.